# طراحی ایتالیایی
طراحی ایتالیایی (به انگلیسی: Italian Design) به تمام اشکال طراحی در ایتالیا، از جمله طراحی صنعتی، طراحی داخلی، طراحی شهری، طراحی مد و طراحی معماری اشاره دارد. ایتالیا به عنوان یک پیشرو و رهبر در طراحی در سراسر جهان شناخته می‌شود: معمار ایتالیایی، لوئیجی کاچا دومینیونی ادعا می‌کند که «به سادگی، ما بهترین هستیم» و اینکه «ما تخیل بیشتر و فرهنگ غنی‌تری داریم؛ و واسطه‌های بهتری بین گذشته و آینده هستیم». ایتالیا امروزه هنوز هم تأثیر زیادی بر طراحی شهری، طراحی صنعتی، طراحی داخلی و طراحی مد در سراسر جهان دارد. به طور کلی، اصطلاح «طراحی» با عصر انقلاب صنعتی مرتبط است که در دوران پیشا-اتحاد در پادشاهی دو سیسیل وارد ایتالیا شد، در این زمینه، بر اساس طراحی و توسعه ایتالیایی در زمینه‌های مختلف از جمله: ابریشم سن لوچیو و کارگاه‌های پیترارسا، کارخانه‌های کشتی‌سازی کاستلاماره دی استابیا متولد شد. اما بقیۀ ایتالیا با شرایط سیاسی و جغرافیایی پراکنده مشخص می‌شد و در آستانۀ سال ۱۸۶۰ میلادی هنوز کشوری کشاورزی و عقب مانده بود. پس از اتحاد ایتالیا، علیرغم ادغام آهسته صنعت و کارخانه‌های پنبه، تا پیش از ۱۸۸۰–۱۸۷۰ میلادی به ندرت در مورد صنعتی‌شدن کشور صحبت می‌شد. در آغاز قرن بیستم اولین طراحان بزرگ ایتالیایی مانند ویتوریو دوکرو و ارنستو باسیله شکل گرفتند.

## طراحی داخلی

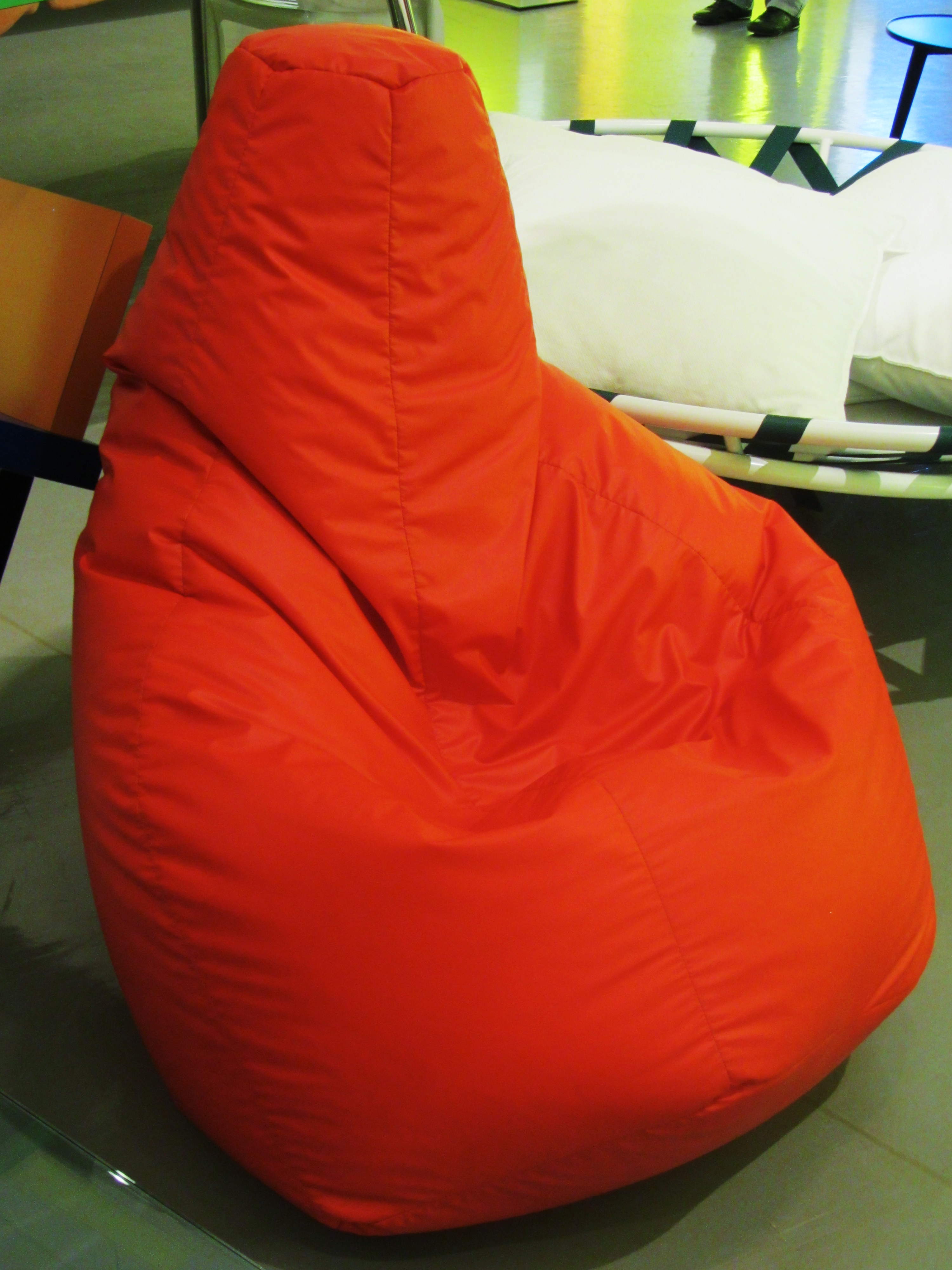
ساکوپرگار طلا را دریافت کرد.

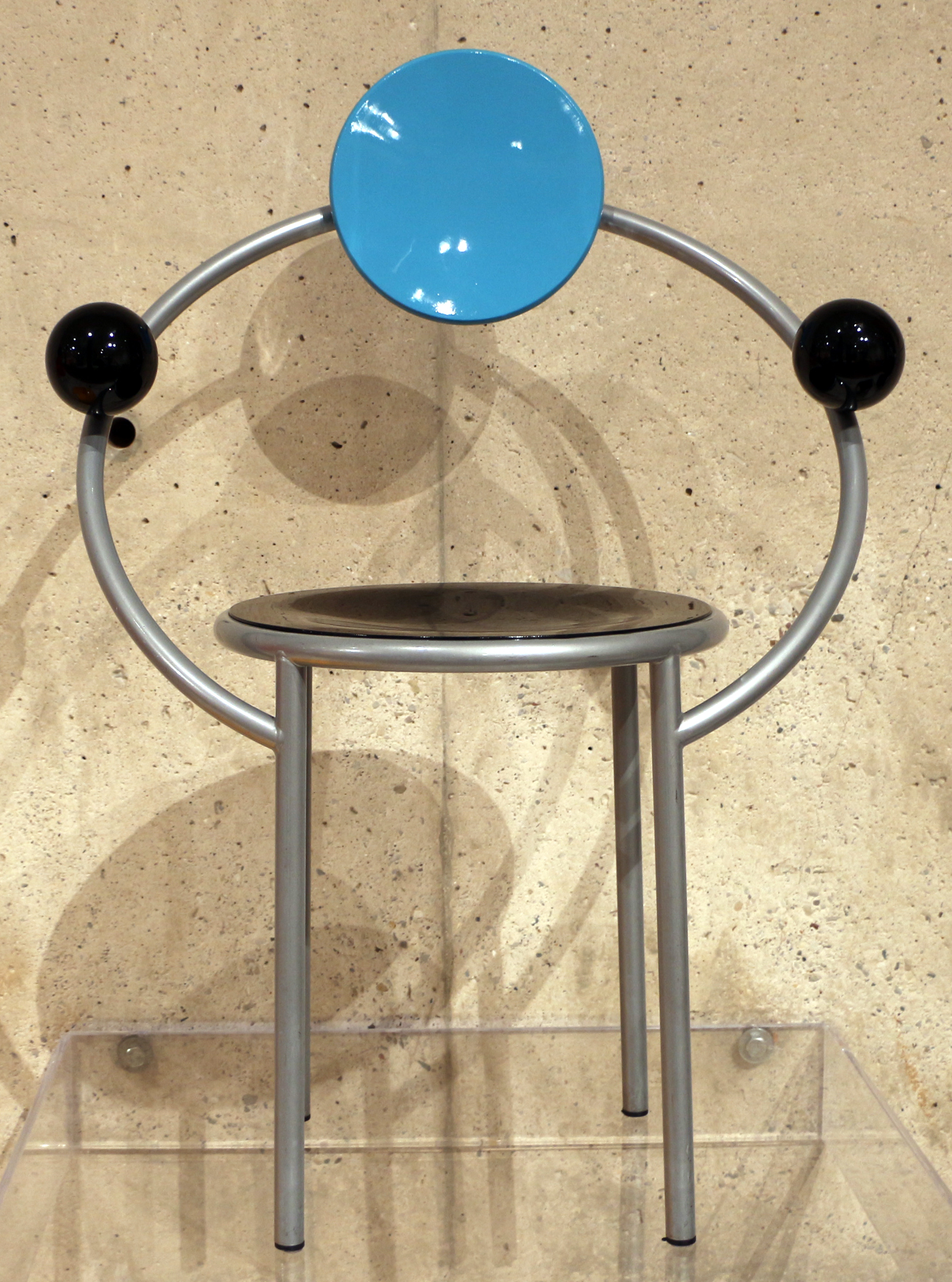
صندلی، طراحی توسط: میکله د لوکی، ساخته شده در سال ۱۹۸۳ میلادی.

ایتالیا یکی از پیشگامان جهان است و برخی از بزرگترین طراحان مبلمان در جهان مانند جو پونتی و اتوره سوتساس را تولید کرده‌ است. طراحی داخلی ایتالیایی در دهۀ ۱۹۰۰ میلادی به ویژه شناخته شده بود و به اوج کلاس و پیچیدگی رسید. در ابتدا، در اوایل دهۀ ۱۹۰۰ میلادی، طراحان مبلمان ایتالیایی تلاش کردند تا تعادلی برابر بین ظرافت کلاسیک و خلاقیت مدرن ایجاد کنند و در ابتدا، طراحی داخلی ایتالیایی در دهه‌های ۱۹۱۰ و ۱۹۲۰ میلادی به واسطۀ استفاده از مواد عجیب و غریب و ایجاد مبلمان مجلل، بسیار شبیه به سبک‌های آرت دکو فرانسوی بود. با این حال، آرت دکو ایتالیایی تحت رهبری جو پونتی به اوج خود رسید، کسی که طرح‌های خود را پیچیده، زیبا، شیک و ظریف، اما همچنین مدرن، عجیب و غریب و خلاقانه ساخت. در سال ۱۹۲۶ میلادی، سبک جدیدی از مبلمان در ایتالیا پدیدار شد که به «راشیونالیزمو»، یا «خردگرایی» معروف است. موفق‌ترین و مشهورترین خردگرایان گروه ۷ به رهبری لوئیجی فیجینی، جینو پولینی و جوزپه تراگنی بودند. در آنجا در سبک‌هایی از فولاد لوله‌ای استفاده می‌شد و بعد از قرن بیستم به سبکی سهل و ساده، و پس از حدود ۱۹۳۴ میلادی تقریباً در سبکی فاشیستی. با این حال، پس از جنگ جهانی دوم، دوره‌ای بود که ایتالیا یک آوانگارد واقعی در طراحی داخلی داشت. با سقوط فاشیسم، تولد جمهوری و نمایشگاه ریما در سال ۱۹۴۶ میلادی، استعدادهای ایتالیایی در دکوراسیون داخلی آشکار شد و با معجزۀ اقتصادی ایتالیا، ایتالیا شاهد رشد تولید صنعتی و همچنین تولید-انبوه مبلمان بود. با این حال، در دهه‌های ۱۹۶۰ و ۱۹۷۰ میلادی، طراحی داخلی ایتالیایی به اوج شیک خود رسید، و در آن نقطه، با فضای داخلی پاپ و پست مدرن، عبارات «بل دیزاین» (به معنی: طراحی زیبا) و «لینیا ایتالیانا» (به معنی: خط ایتالیایی) وارد واژگان طراحی مبلمان شدند. از اواخر دهۀ ۱۹۷۰ و اوایل دهۀ ۱۹۸۰ میلادی، برخی از تجهیزات توسط خانه‌های مد ایتالیایی مانند پرادا، ورساچه، آرمانی، گوچی و موسکینو تبدیل به نماد‌ شدند. نمونه‌هایی از قطعات کلاسیک مبلمان ایتالیایی عبارتند از: ماشین‌های لباسشویی و یخچال‌های دقیق، خلاقانه و استریم‌لاین زانوسی، مبل‌های «نیو تُن» توسط آتریوم، و معروف‌ترین آن‌ها قفسۀ کتاب نوآورانه پست-مدرن، ساخته شده توسط اتوره سوتساس برای گروه ممفیس در سال ۱۹۸۱ میلادی با الهام از آهنگ باب دیلن «دوباره درونِ موبیل با بلوزِ ممفیس گیر افتادم» ساخته شد. قفسۀ کتاب به نماد فرهنگی و رویداد طراحی بزرگ دهۀ ۱۹۸۰ میلادی تبدیل شد. طراحی مدرن ایتالیایی معنای سبک و زیبایی را تغییر داده‌ است و بسیاری از طراحان داخلی از قطعات الهام گرفته از ایتالیایی‌ یا طرح ایتالیایی در کار خود استفاده می‌کنند.

## طراحی صنعتی
علاوه بر طراحی مبلمان، ایتالیا نیز با ارایۀ اولین نمونه از چراغ لومیناتور برنوکی در سال ۱۹۲۸ میلادی، گرایش‌هایی را برای طراحی صنعتی ایجاد کرده‌ است. قوری موکا، طراحی شده توسط آلفونسو بیالتی، پس از عرضه در سال ۱۹۳۳ میلادی، طرحی نوآورانه بود و همچنان ادامه دارد، و تا به امروز با تغییرات کمی هنوز در حال تولید است. اولیوتی برای طراحی‌های اداری و تجهیزات الکترونیکی خود قابل توجه است.

## طراحی خودرو

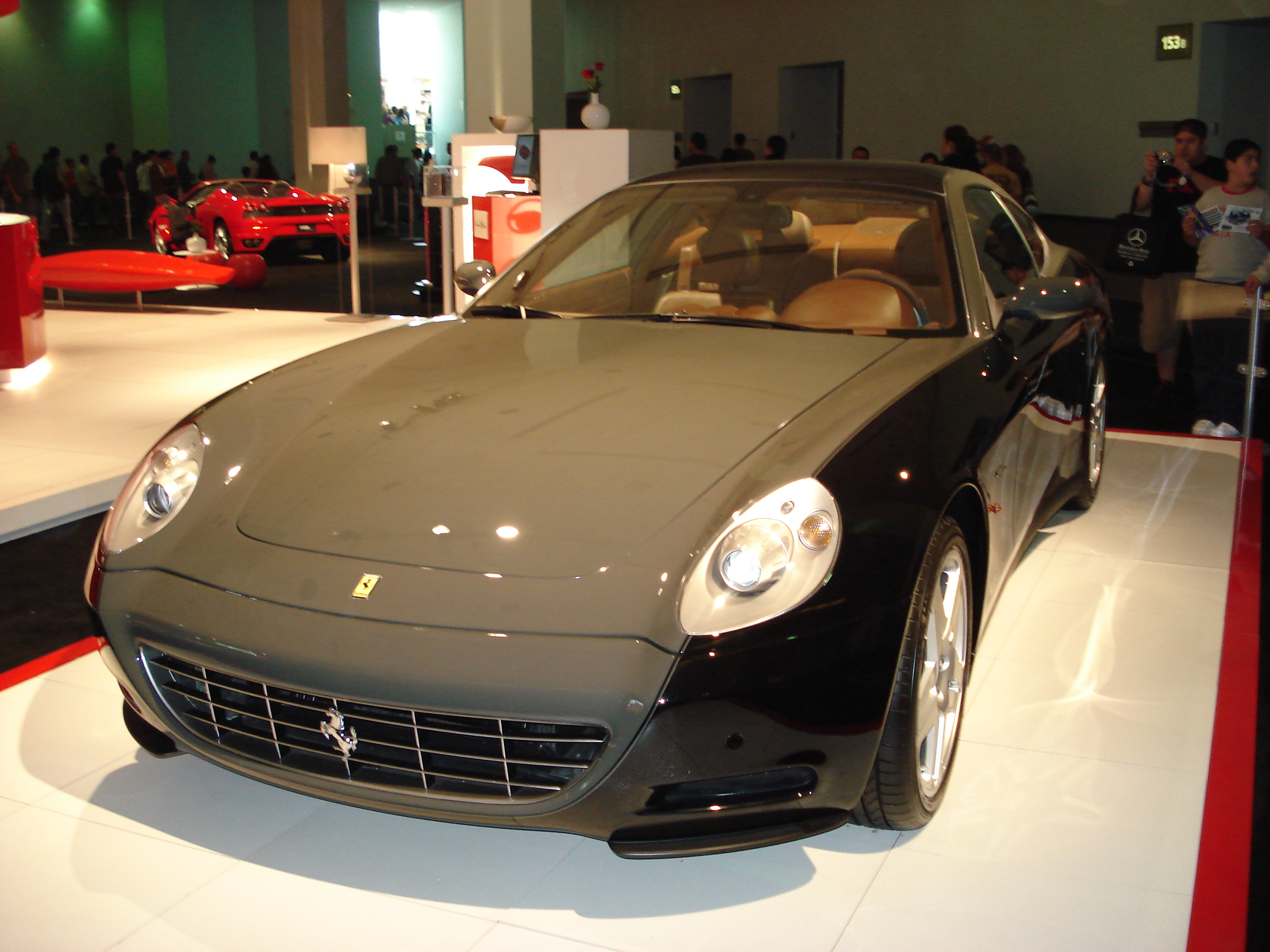
یک فراری ۶۱۲ اسکاییتی نسخهٔ شصت. فراری‌ها از نمادین‌ترین ابرخودروهای ایتالیا هستند.

ایتالیا همچنین در طراحی خودرو بسیار تأثیرگذار است و برخی از بزرگترین نمادهای وضعیت قرن را تولید کرده‌ است. صنعت خودرو در کشور (که قبلاً صنعت خودرو در ایتالیا بود) یک کارفرمای کاملاً بزرگ در کشور است، با نیروی کار بیش از ۱۹۶٬۰۰۰ نفر (۲۰۰۴) که در این صنعت مشغول به کار هستند. ایتالیا پنجمین تولیدکنندۀ بزرگ خودرو در اروپا است (۲۰۰۶). با گذشت زمان، خودروهای ایتالیایی به دلیل شیک و کاربردی بودن در سراسر جهان شناخته شده‌اند. از خودروهای معروف ایتالیایی می‌توان به خودروهای کانورتیبل آلفا رومئو (خودروهایی قابل تبدیل با سقف تاشو یا جداشدنی) در دهۀ ۱۹۵۰ میلادی و خودروهای فراری اسپایدر و سوپراسپرت‌های فرمولا فراری اشاره کرد. چندین نوع خودرو نمادین نیز وجود دارد که کمتر از آن خودروها لوکس‌ هستند و بیشتر برای بازار-انبوه‌ محبوب هستند، شمایل‌هایی چون فیات توپولینو و فیات ۵۰۰ و وسپا پیاجوی نمادین که پس از جنگ جهانی دوم به یکی از شیک‌ترین و مقرون به صرفه‌ترین خودروهای ایتالیا تبدیل شد، وسپا اولین بار در سال ۱۹۴۶ میلادی تولید شد. ایتالیا همچنین محل استقرار شرکت‌های طراحی خودروی مشهور جهان مانند پینینفارینا، زاگاتو، ایتال‌دیزاین و برتونه است.

## طراحی مد

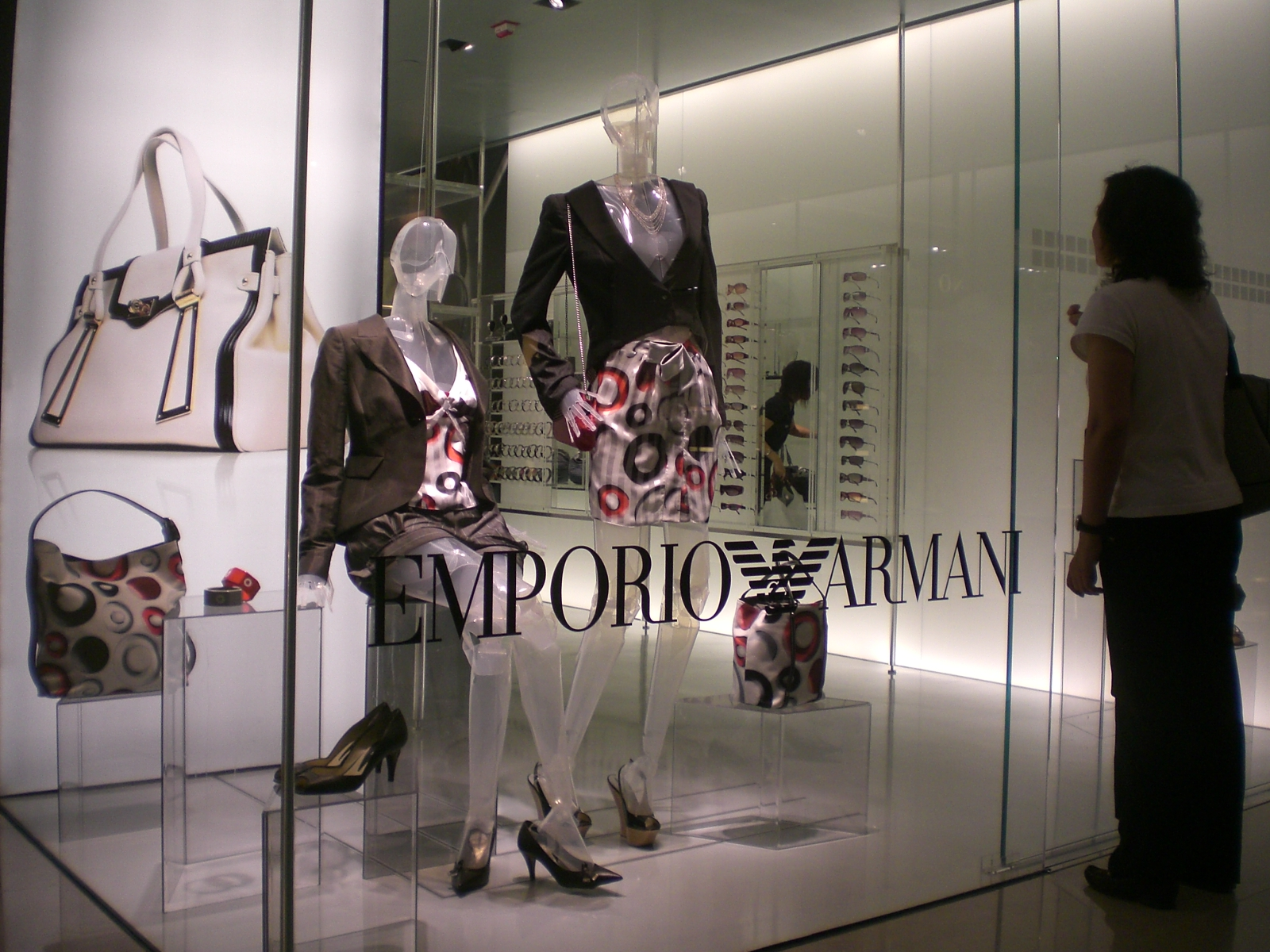
لباس‌های امپوریو آرمانی، یکی از مجلل‌ترین و معروف‌ترین خانه‌های مد ایتالیا

مد ایتالیایی یکی از مهم‌ترین طراحی‌های مد جهان در میان کشورهایی چون فرانسه، آلمان، ایالات متحدۀ آمریکا، بریتانیای کبیر و ژاپن است. مد همیشه بخش مهمی از فرهنگ ایتالیا و جامعۀ آن بوده‌ است. طراحی‌های ایتالیایی از قرن ۱۱ تا ۱۶ میلادی، زمانی که پیشرفت هنری در ایتالیا در اوج خود بود، به یکی از اصلی‌ترین روندسازان اروپا تبدیل شد. شهرهایی مانند ونیز، میلان، فلورانس و ویچنزا شروع به تولید کالاهای لوکس، کلاه، لوازم آرایشی، جواهرات و پارچه‌های غنی کردند. در طول قرن هفدهم تا اوایل قرن بیستم، مد ایتالیایی اهمیت خود را از دست داد و روندساز اصلی اروپا به فرانسه تبدیل شد، از زمانی که لباس‌های لوکس برای درباریان لوئی چهاردهم طراحی شد، مد فرانسوی به شدت محبوب شد. با این حال، از زمان برگزاری مجالس مد در سال‌های ۱۹۵۳–۱۹۵۱ میلادی توسط جیووانی باتیستا جورجینی در فلورانس، «مدرسۀ ایتالیایی» شروع به رقابت با اوت کوتور (مُد سطح بالا) فرانسوی کرد، زیرا برچسب‌هایی مانند فراگامو و گوچی شروع به رقابت با شنل و دیور کردند. در حال حاضر، میلان (مرکز طراحی ایتالیا) به عنوان پایتخت واقعی مُد جهان، بر اساس دیده‌بان جهانی زبان در سال ۲۰۰۹ میلادی در نظر گرفته می‌شود، و رم در رتبۀ ۴ قرار دارد. هر دوی این شهرها سالانه با دیگر مراکز مهم بین‌المللی مانند پاریس، نیویورک، لندن و توکیو رقابت می‌کنند.

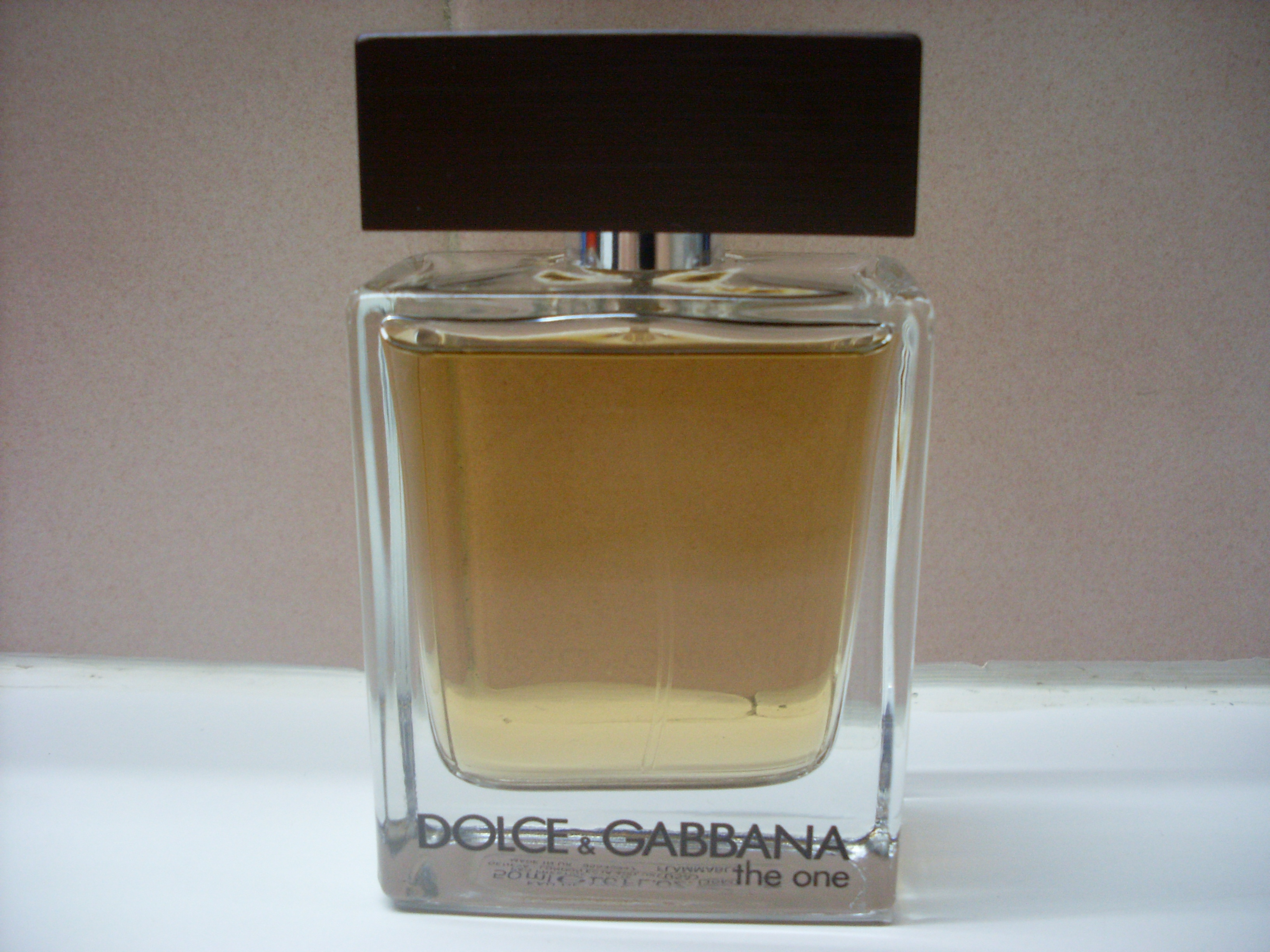
«یک»، عطر دولچه و گابانا

برای نام بردن چند مورد، نمونه‌هایی از خانه‌های مد ایتالیایی بزرگ عبارتند از: گوچی، آرمانی، امیلیو پوکی، ولنتینو، پرادا، دولچه و گابانا، فراگامو، روبرتو کاوالی، تروساردی، ورساچه، کریزیا، ایترو، میو میو، لائورا بیاجوتی، مکس مرا، فندی، موسکینو، میسونی، بنتون و بریونی (مد). ایتالیا همچنین خانه بسیاری از مجلات مد، مانند گرازیا، وُگ ایتالیا، ورا، کی، جویا و دونا است. سایر برندهای لوازم جانبی و جواهرات ایتالیایی مانند بولگاری از مهمترین برندهای دنیا هستند. شرکت میلانی لوکساتیکا در حال حاضر با درآمد ۵٫۲۰۲ میلیارد یورو (۲۰۰۸)، درآمد عملیاتی ۷۴۹٫۸ میلیون یورو (۲۰۰۸) و سود ۳۷۹٫۷ میلیون یورو، موفق‌ترین شرکت عینک‌سازی جهان است. از نظر تجاری، طراحی مد ایتالیایی مستقر در میلان بسیار موفق‌تر از رقیب پاریسی خود است. آرمانی به دلیل مینیمالیسم و سبک سطح بالا، ورساچه برای خطوط اغراق‌آمیز و فوق‌العاده-لوکس، گوچی برای شیکی و استایل نمادین، پرادا برای زرق و برق، ولنتینو برای ظرافت عالی، دولچه و گابانا برای لباس‌های فانتزی و سرکشانه‌، رومئو جیگلی برای ایده‌های رمانتیک و خلاقانه‌ و موسکینو برای لباس‌ها و تی‌شرت‌های نیمه‌رسمی/روزمره شناخته شده‌ هستند.

## یادداشت
1. ↑  ترانۀ "Stuck Inside of Mobile with the Memphis Blues Again" به معنی: «دوباره درونِ موبیل با بلوزِ ممفیس گیر افتادم»، اما دربارهٔ مفهوم آن بایستی متذکر شد که موبیل نام یک شهر ساحلی در آلابامای ایالت متحدهٔ آمریکا است. آنچه دربارهٔ آن مهم است این است که موبیل، مکان چهارراه رودخانه‌ای است [تقاطعی برای گزیدن و راهی شدن]؛ و از سوی دیگر ممفیسِ آلاباما با نام هنرمند نیمه‌اسطوره‌ای "راک اِن رول" (Rock n Roll)، الویس پریسلی (Elvis Presley) پیوند خورده‌ است. همین‌طور این شهر زادگاه سبک موسیقی بلوزِ ممفیس (Memphis Blues) نیز هست. به عبارتی باب دیلن در آن مقطع زمانی در تقاطع زندگی خود بود، لذا در دومین آلبوم کامل الکتریکی خود، هنرمند سابقِ فولکلور به عشق اول خود بازگشته بود: "راک اِن رول". شاید این همذات‌پنداری فلسفی سوتساس با این ترانه، در انتخاب نام ممفیس برای گروه مؤثر بوده‌ است.